# O Enforcado

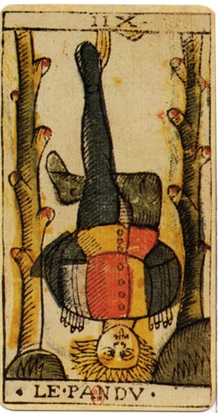
O Enforcado.

O Enforcado ou O Dependurado é o décimo segundo Arcano Maior do tarot de Marselha.

## Simbologia
Sacrifício, reverter a situação, perspectiva diversa.
Na gravura da carta, vê-se um homem pendurado pela perna esquerda, sob uma forca. Sua expressão é triste e distante, porém seus braços estão cruzados atrás do corpo, em sinal de quem não quer lutar contra sua condição.
O Enforcado, quando aparece em uma consulta, significa culpas e arrependimentos, castigo justo e passivismo. O Enforcado carrega consigo a culpa e está feliz por se martirizar por si e pelos outros, abrindo mão de algo concreto para poder se alcançar um objetivo maior (sacrifício).
Um homem suspenso em um tronco de madeira. Há uma ambiguidade resultante do fato da carta poder ser vista invertida. O homem ou o mundo está de ponta cabeça? Há um halo sobre a cabeça do suposto mártir, que aponta para a crucificação crística. Nota-se que a árvore do sacrifício é de madeira viva, com folhas, e o rosto manifesta entendimento, não sofrimento.

## Mensagem
Como um todo, há um sugestão de vida em suspensão, mas vida, não morte. A história natural é mais elevada incorporada neste simbolismo: após o sagrado Mistério da Morte há o glorioso Mistério da Ressurreição. A destruição do egoísmo vivifica a humanidade, e isto envolve o sacrifício que consagra.